# UBE2L6
La enzima conjugadora ubicuitina / ISG15 E2 L6 es una proteína que en los seres humanos está codificada por el gen UBE2L6.
La modificación de proteínas con ubicuitina es un mecanismo celular importante para atacar proteínas anormales o de vida corta para su degradación. La ubicuitinación involucra al menos tres clases de enzimas: enzimas activadoras de ubicuitina (E1S), enzimas conjugadoras de ubicuitina (E2S) y ubicuitina-proteína ligasas (E3s). Este gen codifica un miembro de la familia de enzimas conjugadoras de ubicuitina E2.
Esta enzima es muy similar en estructura primaria a la enzima codificada por el gen UBE2L3. Se han encontrado para este gen dos variantes de transcripción empalmadas alternativamente que codifican distintas isoformas.